# Astrid Hamker
Astrid Hamker (* 24. August 1966 in Osnabrück) ist eine deutsche Unternehmerin und Lobbyistin. Seit 2019 ist Hamker Präsidentin des Lobby- und Berufsverbands Wirtschaftsrat der CDU e. V.

## Leben und beruflicher Werdegang
Astrid Hamker ist die Tochter von Hartwig und Maria Theresia Piepenbrock, wuchs in Osnabrück auf und besuchte das dortige Graf-Stauffenberg-Gymnasium, welches sie 1986 mit dem Abitur verließ. Bereits im selben Jahr wurde sie Mitgesellschafterin der Piepenbrock Unternehmensgruppe, studierte aber zunächst an der Universität St. Gallen Betriebswirtschaftslehre, das sie 1992 als Diplom-Kauffrau (lic. oec.) abschloss. 1993 begann sie ihre Karriere als Assistentin der Geschäftsleitung bei der Felix Schoeller Gruppe, bevor sie 1995 als Abteilungsleiterin für Holdingangelegenheiten, Unternehmensentwicklung und Marketing in die väterliche Unternehmensgruppe Piepenbrock einstieg. 2000 wurde sie schließlich zusammen mit ihren Brüdern Olaf und Arnulf (ab 2002) geschäftsführende Gesellschafterin und übernahm die Verantwortung für den Bereich Personal. 2009 wurde sie von ihren Brüdern sowie ihrer Mutter in der Gesellschafterversammlung aus dem Amt abberufen, nachdem es Streit um die Errichtung eines Kontrollbeirates gegeben hatte, den ihr Vater zum Jahr 2010 implementiert wissen wollte. Hartwig Piepenbrock war zu diesem Zeitpunkt bereits unheilbar an Alzheimer erkrankt. 2012 gründete sie ihre eigene Unternehmensberatungsagentur mit Sitz in Georgsmarienhütte, die Familienunternehmen in Konfliktsituationen betreut und betreibt diese bis heute. 2013 trat sie zudem, nach dem Tod ihres Vaters, in den Beirat der Unternehmensgruppe Piepenbrock ein.
Sie ist darüber hinaus Mitglied in den Aufsichtsräten der Drägerwerk AG & Co. KGaA in Lübeck, der Schmitz Cargobull AG in Altenberge und der Possehl Unternehmensgruppe sowie im Beirat der Tengelmann Unternehmensgruppe und der Felix Schoeller Gruppe.
Astrid Hamker ist geschieden und hat zwei erwachsene Kinder.

## Wirtschaftsrat der CDU
1997 trat Hamker in den Berufsverband Wirtschaftsrat der CDU ein und übernahm die Sprecherrolle für die Sektion Osnabrück, die sie bis 2009 ausübte. 2000 wurde sie daneben Mitglied im Landesvorstand Niedersachsen und 2004 dort Landesvorsitzende, ein Amt, das sie bis 2016 innehatte. Seit 2005 auch Mitglied im Präsidium des Wirtschaftsrates Deutschland, wurde sie 2013 zur Bundesschatzmeisterin gewählt. Im Juni 2019 wurde sie schließlich von der Mitgliederversammlung in Berlin als Nachfolgerin von Werner Michael Bahlsen zur 7. Präsidentin des Wirtschaftsrates Deutschland seit dessen Gründung 1963 gewählt. Als solche wurde sie zuletzt im Jahr 2021 als sogenannter „ständiger Gast“ ohne Stimmrecht in den CDU-Bundesvorstand kooptiert.
Hamker ist Gegnerin der Frauenquote und meint, Positionen sollen „nicht nach Gender-, sondern [nach] Kompetenzkriterien“ besetzt werden. Sie unterstützt den Ausbau des CO2-Emissionsrechtehandels zum Kampf gegen den Klimawandel und fordert, im Notfall dem Atomausstieg rückgängig zu machen, falls „die Energiewende weiter nicht gelingt“.